# KNVB-Pokal 1999/2000
Der KNVB-Pokal 1999/2000 (unter Sponsorenschaft auch Amstel-Cup) war die 82. Auflage des niederländischen Fußball-Pokalwettbewerbs. An ihr nahmen die 18 Mannschaften der Eredivisie, die 18 Teams der Eerste Divisie und 50 Vertreter aus dem Amateurbereich teil.
Pokalsieger wurde Roda JC Kerkrade. Das Team setzte sich im Finale gegen NEC Nijmegen durch. Der Sieger erhielt einen Startplatz im UEFA-Pokal.

## Modus
In der Gruppenphase starteten 79 Mannschaften in 20 Gruppen. In den Gruppen 1 bis 19 kam der Erste und Zweite in die nächste Runde. In der Gruppe 20 dagegen nur der Erste. 
Die nächsten Runden wurden im K.-o.-System entschieden. Bei unentschiedenem Ausgang gab es eine Verlängerung von zweimal 15 Minuten und gegebenenfalls ein Elfmeterschießen. Wenn in der Verlängerung einer Mannschaft ein Treffer gelang, wurde die Partie durch das Golden Goal beendet.

## Teilnehmende Teams
| Eredivisie (18) | Eredivisie (18) | Eerste Divisie (18) | Eerste Divisie (18) |
| --- | --- | --- | --- |
| - Ajax Amsterdam - AZ Alkmaar - Cambuur Leeuwarden - SC Heerenveen - PSV Eindhoven - Feyenoord Rotterdam - Roda JC Kerkrade - BV De Graafschap - MVV Maastricht                                                          | - NEC Nijmegen - Fortuna Sittard - Sparta Rotterdam - FC Twente Enschede - FC Utrecht - RKC Waalwijk - Vitesse Arnheim - Willem II Tilburg - FC Den Bosch ▲                                                  | - NAC Breda ▼ - ADO Den Haag - BVO Emmen - FC Dordrecht '90 - SBV Eindhoven - Excelsior Rotterdam - Go Ahead Eagles - FC Groningen - HFC Haarlem                                            | - Heracles Almelo - Helmond Sport - TOP Oss - RBC Roosendaal - SC Telstar 1963 - BV Veendam - VVV-Venlo - FC Volendam - FC Zwolle                                                                                |
| Amateure (50) | | | |
| - Achilles 1894 - ADO Den Haag II - ADO '20 Heemskerk - AGOVV Apeldoorn - Alphense Racing Club - AFC '34 Alkmaar - VV Appingedam - SV Argon - SV Babberich - BVV Barendrecht - VV Baronie - VV Bennekom - DVS '33 Ermelo | - VV DOVO - VV Eijsden - USV Elinkwijk - Excelsior Maassluis - VV Flevo Boys - VV Gemert - SC Genemuiden - BV De Graafschap II - GVVV - HSC ’21 Haaksbergen - RKSV Halsteren - Harkemase Boys - FC Hilversum | - HSV Hoek - HVV Hollandia - VV IJsselmeervogels - VV Kloetinge - Kozakken Boys - RKSV Leonidas - FC Lisse - SV Meerssen - VV Noordwijk - SV Panningen - Quick '20 Oldenzaal - Be Quick '28 | - Rijnsburgse Boys - OJC Rosmalen - SVV Scheveningen - VV Sint Bavo - ONS Sneek - SV Spakenburg - Sporting Flevoland - VSV TONEGIDO - Türkiyemspor Amsterdam - RKSV UDI ’19/Beter Bed - SV Urk - VVOG Harderwijk |

## Gruppenphase

### Gruppe 1
| Datum      |                 | Ergebnis |                 |
| ---------- | --------------- | -------- | --------------- |
| 05.08.1999 | SBV Eindhoven   | 2:3      | Fortuna Sittard |
| 07.08.1999 | BVV Barendrecht | 1:2      | OJC Rosmalen    |
| 10.08.1999 | BVV Barendrecht | 2:8      | SBV Eindhoven   |
| 10.08.1999 | OJC Rosmalen    | 1:6      | Fortuna Sittard |
| 24.08.1999 | Fortuna Sittard | 6:0      | BVV Barendrecht |
| 24.08.1999 | SBV Eindhoven   | 4:2      | OJC Rosmalen    |

| Pl. | Verein              | Sp. | S | U | N | Tore    | Diff. | Punkte |
| --- | ------------------- | --- | - | - | - | ------- | ----- | ------ |
| 1.  | Fortuna Sittard (E) | 3   | 3 | 0 | 0 | 015:300 | +12   | 09     |
| 2.  | SBV Eindhoven (D)   | 3   | 2 | 0 | 1 | 014:700 | +7    | 06     |
| 3.  | OJC Rosmalen (A)    | 3   | 1 | 0 | 2 | 005:110 | −6    | 03     |
| 4.  | BVV Barendrecht (A) | 3   | 0 | 0 | 3 | 003:160 | −13   | 0      |

### Gruppe 2
| Datum      |                     | Ergebnis |                     |
| ---------- | ------------------- | -------- | ------------------- |
| 06.08.1999 | Quick '20 Oldenzaal | 1:2      | BV De Graafschap    |
| 06.08.1999 | SV Babberich        | 1:1      | VV IJsselmeervogels |
| 10.08.1999 | SV Babberich        | 1:2      | Quick '20 Oldenzaal |
| 10.08.1999 | VV IJsselmeervogels | 0:5      | BV De Graafschap    |
| 17.08.1999 | BV De Graafschap    | 7:0      | SV Babberich        |
| 17.08.1999 | VV IJsselmeervogels | 1:1      | Quick '20 Oldenzaal |

| Pl. | Verein                  | Sp. | S | U | N | Tore    | Diff. | Punkte |
| --- | ----------------------- | --- | - | - | - | ------- | ----- | ------ |
| 1.  | BV De Graafschap (E)    | 3   | 3 | 0 | 0 | 014:100 | +13   | 09     |
| 2.  | Quick '20 Oldenzaal (A) | 3   | 1 | 1 | 1 | 004:400 | ±0    | 04     |
| 3.  | VV IJsselmeervogels (A) | 3   | 0 | 2 | 1 | 002:700 | −5    | 02     |
| 4.  | SV Babberich (A)        | 3   | 0 | 1 | 2 | 002:100 | −8    | 01     |

### Gruppe 3
| Datum      |                 | Ergebnis |                 |
| ---------- | --------------- | -------- | --------------- |
| 06.08.1999 | FC Groningen    | 10:00    | DVS '33 Ermelo  |
| 07.08.1999 | VV Appingedam   | 0:1      | Heracles Almelo |
| 10.08.1999 | Heracles Almelo | 3:0      | DVS '33 Ermelo  |
| 10.08.1999 | VV Appingedam   | 0:3      | FC Groningen    |
| 24.08.1999 | FC Groningen    | 3:0      | Heracles Almelo |
| 24.08.1999 | DVS '33 Ermelo  | 1:4      | VV Appingedam   |

| Pl. | Verein              | Sp. | S | U | N | Tore    | Diff. | Punkte |
| --- | ------------------- | --- | - | - | - | ------- | ----- | ------ |
| 1.  | FC Groningen (E)    | 3   | 3 | 0 | 0 | 016:100 | +15   | 09     |
| 2.  | Heracles Almelo (D) | 3   | 2 | 0 | 1 | 004:300 | +1    | 06     |
| 3.  | VV Appingedam (A)   | 3   | 1 | 0 | 2 | 004:500 | −1    | 03     |
| 4.  | DVS '33 Ermelo (A)  | 3   | 0 | 0 | 3 | 002:170 | −15   | 0      |

### Gruppe 4
| Datum      |                | Ergebnis |                |
| ---------- | -------------- | -------- | -------------- |
| 06.08.1999 | SV Panningen   | 2:0      | SV Meerssen    |
| 06.08.1999 | VV Eijsden     | 0:3      | MVV Maastricht |
| 10.08.1999 | SV Meerssen    | 1:5      | MVV Maastricht |
| 10.08.1999 | SV Panningen   | 1:2      | VV Eijsden     |
| 17.08.1999 | MVV Maastricht | 5:0      | SV Panningen   |
| 17.08.1999 | SV Meerssen    | 3:3      | VV Eijsden     |

| Pl. | Verein             | Sp. | S | U | N | Tore    | Diff. | Punkte |
| --- | ------------------ | --- | - | - | - | ------- | ----- | ------ |
| 1.  | MVV Maastricht (E) | 3   | 3 | 0 | 0 | 013:100 | +12   | 09     |
| 2.  | VV Eijsden (A)     | 3   | 1 | 1 | 1 | 005:700 | −2    | 04     |
| 3.  | SV Panningen (A)   | 3   | 1 | 0 | 2 | 003:700 | −4    | 03     |
| 4.  | SV Meerssen (A)    | 3   | 0 | 1 | 2 | 004:100 | −6    | 01     |

### Gruppe 5
| Datum      |                     | Ergebnis |                     |
| ---------- | ------------------- | -------- | ------------------- |
| 06.08.1999 | Be Quick '28        | 2:5      | NEC Nijmegen        |
| 10.08.1999 | HSC ’21 Haaksbergen | 1:2      | Be Quick '28        |
| 10.08.1999 | VVOG Harderwijk     | 0:6      | NEC Nijmegen        |
| 17.08.1999 | VVOG Harderwijk     | 3:0      | HSC ’21 Haaksbergen |
| 24.08.1999 | Be Quick '28        | 3:1      | VVOG Harderwijk     |
|            | HSC ’21 Haaksbergen | 00:1 1   | NEC Nijmegen        |

| Pl. | Verein                  | Sp. | S | U | N | Tore    | Diff. | Punkte |
| --- | ----------------------- | --- | - | - | - | ------- | ----- | ------ |
| 1.  | NEC Nijmegen (E)        | 3   | 3 | 0 | 0 | 012:200 | +10   | 09     |
| 2.  | Be Quick '28 (A)        | 3   | 2 | 0 | 1 | 007:700 | ±0    | 06     |
| 3.  | VVOG Harderwijk (A)     | 3   | 1 | 0 | 2 | 004:900 | −5    | 03     |
| 4.  | HSC ’21 Haaksbergen (A) | 3   | 0 | 0 | 3 | 001:600 | −5    | 0      |

### Gruppe 6
| Datum      |                | Ergebnis |                |
| ---------- | -------------- | -------- | -------------- |
| 03.08.1999 | RKSV Halsteren | 0:7      | RKC Waalwijk   |
| 06.08.1999 | RKC Waalwijk   | 4:0      | HSV Hoek       |
| 10.08.1999 | RKSV Halsteren | 0:0      | RKSV Leonidas  |
| 17.08.1999 | HSV Hoek       | 3:1      | RKSV Leonidas  |
| 24.08.1999 | HSV Hoek       | 2:2      | RKSV Halsteren |
| 24.08.1999 | RKSV Leonidas  | 1:5      | RKC Waalwijk   |

| Pl. | Verein             | Sp. | S | U | N | Tore    | Diff. | Punkte |
| --- | ------------------ | --- | - | - | - | ------- | ----- | ------ |
| 1.  | RKC Waalwijk (E)   | 3   | 3 | 0 | 0 | 016:100 | +15   | 09     |
| 2.  | HSV Hoek (A)       | 3   | 1 | 1 | 1 | 005:700 | −2    | 04     |
| 3.  | RKSV Halsteren (A) | 3   | 0 | 2 | 1 | 002:900 | −7    | 02     |
| 4.  | RKSV Leonidas (A)  | 3   | 0 | 1 | 2 | 002:800 | −6    | 01     |

### Gruppe 7
| Datum      |                      | Ergebnis |                      |
| ---------- | -------------------- | -------- | -------------------- |
| 31.07.1999 | Alphense Racing Club | 0:7      | Sparta Rotterdam     |
| 03.08.1999 | VSV TONEGIDO         | 0:2      | ADO Den Haag         |
| 07.08.1999 | VSV TONEGIDO         | 0:3      | Sparta Rotterdam     |
| 10.08.1999 | ADO Den Haag         | 1:0      | Alphense Racing Club |
| 25.08.1999 | ADO Den Haag         | 3:1      | Sparta Rotterdam     |
| 25.08.1999 | Alphense Racing Club | 2:2      | VSV TONEGIDO         |

| Pl. | Verein                   | Sp. | S | U | N | Tore    | Diff. | Punkte |
| --- | ------------------------ | --- | - | - | - | ------- | ----- | ------ |
| 1.  | ADO Den Haag (D)         | 3   | 3 | 0 | 0 | 006:100 | +5    | 09     |
| 2.  | Sparta Rotterdam (E)     | 3   | 2 | 0 | 1 | 011:300 | +8    | 06     |
| 3.  | VSV TONEGIDO (A)         | 3   | 0 | 1 | 2 | 002:700 | −5    | 01     |
| 4.  | Alphense Racing Club (A) | 3   | 0 | 1 | 2 | 002:100 | −8    | 01     |

### Gruppe 8
| Datum      |               | Ergebnis |               |
| ---------- | ------------- | -------- | ------------- |
| 05.08.1999 | USV Elinkwijk | 1:7      | FC Utrecht    |
| 06.08.1999 | SV Spakenburg | 2:1      | SV Argon      |
| 10.08.1999 | FC Utrecht    | 3:0      | SV Argon      |
| 10.08.1999 | USV Elinkwijk | 0:2      | SV Spakenburg |
| 18.08.1999 | FC Utrecht    | 6:1      | SV Spakenburg |
| 18.08.1999 | SV Argon      | 3:1      | USV Elinkwijk |

| Pl. | Verein            | Sp. | S | U | N | Tore    | Diff. | Punkte |
| --- | ----------------- | --- | - | - | - | ------- | ----- | ------ |
| 1.  | FC Utrecht (E)    | 3   | 3 | 0 | 0 | 016:200 | +14   | 09     |
| 2.  | SV Spakenburg (A) | 3   | 2 | 0 | 1 | 005:700 | −2    | 06     |
| 3.  | SV Argon (A)      | 3   | 1 | 0 | 2 | 003:600 | −3    | 03     |
| 4.  | USV Elinkwijk (A) | 3   | 0 | 0 | 3 | 002:110 | −9    | 0      |

### Gruppe 9
| Datum      |               | Ergebnis |                 |
| ---------- | ------------- | -------- | --------------- |
| 06.08.1999 | FC Volendam   | 01:0 1   | SC Genemuiden   |
| 06.08.1999 | HVV Hollandia | 0:1      | SC Telstar 1963 |
| 10.08.1999 | HVV Hollandia | 1:4      | FC Volendam     |
| 25.08.1999 | FC Volendam   | 0:0      | SC Telstar 1963 |

| Pl. | Verein              | Sp. | S | U | N | Tore    | Diff. | Punkte |
| --- | ------------------- | --- | - | - | - | ------- | ----- | ------ |
| 1.  | FC Volendam (E)     | 2   | 1 | 1 | 0 | 004:100 | +3    | 04     |
| 2.  | SC Telstar 1963 (D) | 2   | 1 | 1 | 0 | 002:000 | +2    | 04     |
| 3.  | HVV Hollandia (A)   | 2   | 0 | 0 | 2 | 001:600 | −5    | 0      |
| 4.  | SC Genemuiden (A)   | 0   | 0 | 0 | 0 | 000:000 | ±0    | 0      |

### Gruppe 10
| Datum      |                   | Ergebnis |                   |
| ---------- | ----------------- | -------- | ----------------- |
| 06.08.1999 | AZ Alkmaar        | 4:0      | ADO '20 Heemskerk |
| 06.08.1999 | VV Noordwijk      | 3:0      | FC Hilversum      |
| 10.08.1999 | ADO '20 Heemskerk | 0:2      | VV Noordwijk      |
| 10.08.1999 | AZ Alkmaar        | 4:1      | FC Hilversum      |
| 17.08.1999 | VV Noordwijk      | 2:4      | AZ Alkmaar        |
| 17.08.1999 | FC Hilversum      | 1:1      | ADO '20 Heemskerk |

| Pl. | Verein                | Sp. | S | U | N | Tore    | Diff. | Punkte |
| --- | --------------------- | --- | - | - | - | ------- | ----- | ------ |
| 1.  | AZ Alkmaar (E)        | 3   | 3 | 0 | 0 | 012:300 | +9    | 09     |
| 2.  | VV Noordwijk (A)      | 3   | 2 | 0 | 1 | 007:400 | +3    | 06     |
| 3.  | FC Hilversum (A)      | 3   | 0 | 1 | 2 | 002:800 | −6    | 01     |
| 4.  | ADO '20 Heemskerk (A) | 3   | 0 | 1 | 2 | 001:700 | −6    | 01     |

### Gruppe 11
| Datum      |                        | Ergebnis |                        |
| ---------- | ---------------------- | -------- | ---------------------- |
| 06.08.1999 | FC Den Bosch           | 6:0      | GVVV                   |
| 07.08.1999 | RKSV UDI ’19/Beter Bed | 0:3      | RBC Roosendaal         |
| 10.08.1999 | FC Den Bosch           | 0:0      | RBC Roosendaal         |
| 10.08.1999 | GVVV                   | 2:2      | RKSV UDI ’19/Beter Bed |
| 17.08.1999 | RBC Roosendaal         | 4:1      | GVVV                   |
| 17.08.1999 | RKSV UDI ’19/Beter Bed | 1:1      | FC Den Bosch           |

| Pl. | Verein                     | Sp. | S | U | N | Tore    | Diff. | Punkte |
| --- | -------------------------- | --- | - | - | - | ------- | ----- | ------ |
| 1.  | RBC Roosendaal (D)         | 3   | 2 | 1 | 0 | 007:100 | +6    | 07     |
| 2.  | FC Den Bosch (E)           | 3   | 1 | 2 | 0 | 007:100 | +6    | 05     |
| 3.  | RKSV UDI ’19/Beter Bed (A) | 3   | 0 | 2 | 1 | 003:600 | −3    | 02     |
| 4.  | GVVV (A)                   | 3   | 0 | 1 | 2 | 003:120 | −9    | 01     |

### Gruppe 12
| Datum      |              | Ergebnis |              |
| ---------- | ------------ | -------- | ------------ |
| 06.08.1999 | VV Kloetinge | 3:4      | VV Baronie   |
| 06.08.1999 | NAC Breda    | 4:1      | TOP Oss      |
| 10.08.1999 | TOP Oss      | 1:3      | VV Baronie   |
| 24.08.1999 | TOP Oss      | 5:4      | VV Kloetinge |
| 24.08.1999 | VV Baronie   | 2:4      | NAC Breda    |
| 31.08.1999 | VV Kloetinge | 0:6      | NAC Breda    |

| Pl. | Verein           | Sp. | S | U | N | Tore    | Diff. | Punkte |
| --- | ---------------- | --- | - | - | - | ------- | ----- | ------ |
| 1.  | NAC Breda (d)    | 3   | 3 | 0 | 0 | 014:300 | +11   | 09     |
| 2.  | VV Baronie (A)   | 3   | 2 | 0 | 1 | 009:800 | +1    | 06     |
| 3.  | TOP Oss (D)      | 3   | 1 | 0 | 2 | 007:110 | −4    | 03     |
| 4.  | VV Kloetinge (A) | 3   | 0 | 0 | 3 | 007:150 | −8    | 0      |

### Gruppe 13
| Datum      |                        | Ergebnis |                        |
| ---------- | ---------------------- | -------- | ---------------------- |
| 06.08.1999 | Türkiyemspor Amsterdam | 2:0      | Kozakken Boys          |
| 06.08.1999 | Excelsior Maassluis    | 1:1      | FC Dordrecht '90       |
| 10.08.1999 | Kozakken Boys          | 2:4      | FC Dordrecht '90       |
| 17.08.1999 | Excelsior Maassluis    | 1:1      | Türkiyemspor Amsterdam |
| 24.08.1999 | Excelsior Maassluis    | 5:2      | Kozakken Boys          |
| 24.08.1999 | FC Dordrecht '90       | 2:2      | Türkiyemspor Amsterdam |
| 31.08.1999 | Türkiyemspor Amsterdam | 00:3 1   | FC Dordrecht '90       |

| Pl. | Verein                     | Sp. | S | U | N | Tore    | Diff. | Punkte |
| --- | -------------------------- | --- | - | - | - | ------- | ----- | ------ |
| 1.  | Excelsior Maassluis (D)    | 3   | 1 | 2 | 0 | 007:400 | +3    | 05     |
| 2.  | FC Dordrecht '90 (A)       | 3   | 1 | 2 | 0 | 007:500 | +2    | 05     |
| 3.  | Türkiyemspor Amsterdam (A) | 3   | 1 | 2 | 0 | 005:300 | +2    | 05     |
| 4.  | Kozakken Boys (A)          | 3   | 0 | 0 | 3 | 004:110 | −7    | 0      |

### Gruppe 14
| Datum      |                  | Ergebnis |                  |
| ---------- | ---------------- | -------- | ---------------- |
| 03.08.1999 | HFC Haarlem      | 3:2      | AFC '34 Alkmaar  |
| 06.08.1999 | FC Lisse         | 2:2      | Rijnsburgse Boys |
| 10.08.1999 | FC Lisse         | 1:3      | AFC '34 Alkmaar  |
| 10.08.1999 | Rijnsburgse Boys | 0:3      | HFC Haarlem      |
| 17.08.1999 | Rijnsburgse Boys | 0:0      | AFC '34 Alkmaar  |
| 17.08.1999 | HFC Haarlem      | 0:0      | FC Lisse         |

| Pl. | Verein               | Sp. | S | U | N | Tore    | Diff. | Punkte |
| --- | -------------------- | --- | - | - | - | ------- | ----- | ------ |
| 1.  | HFC Haarlem (D)      | 3   | 2 | 1 | 0 | 006:200 | +4    | 07     |
| 2.  | AFC '34 Alkmaar (A)  | 3   | 1 | 1 | 1 | 005:400 | +1    | 04     |
| 3.  | FC Lisse (A)         | 3   | 0 | 2 | 1 | 003:500 | −2    | 02     |
| 4.  | Rijnsburgse Boys (A) | 3   | 0 | 2 | 1 | 002:500 | −3    | 02     |

### Gruppe 15
| Datum      |                | Ergebnis |                |
| ---------- | -------------- | -------- | -------------- |
| 07.08.1999 | ONS Sneek      | 1:7      | BVO Emmen      |
| 07.08.1999 | BV Veendam     | 2:0      | Harkemase Boys |
| 10.08.1999 | Harkemase Boys | 4:1      | ONS Sneek      |
| 11.08.1999 | BVO Emmen      | 1:3      | BV Veendam     |
| 17.08.1999 | ONS Sneek      | 1:5      | BV Veendam     |
| 17.08.1999 | Harkemase Boys | 1:2      | BVO Emmen      |

| Pl. | Verein             | Sp. | S | U | N | Tore    | Diff. | Punkte |
| --- | ------------------ | --- | - | - | - | ------- | ----- | ------ |
| 1.  | BV Veendam (D)     | 3   | 3 | 0 | 0 | 010:200 | +8    | 09     |
| 2.  | BVO Emmen (D)      | 3   | 2 | 0 | 1 | 010:500 | +5    | 06     |
| 3.  | Harkemase Boys (A) | 3   | 1 | 0 | 2 | 005:500 | ±0    | 03     |
| 4.  | ONS Sneek (A)      | 3   | 0 | 0 | 3 | 003:160 | −13   | 0      |

### Gruppe 16
| Datum      |                  | Ergebnis |                     |
| ---------- | ---------------- | -------- | ------------------- |
| 03.08.1999 | ADO Den Haag II  | 2:3      | Excelsior Rotterdam |
| 06.08.1999 | VV Sint Bavo     | 0:2      | SVV Scheveningen    |
| 10.08.1999 | SVV Scheveningen | 2:3      | Excelsior Rotterdam |
| 10.08.1999 | VV Sint Bavo     | 1:3      | ADO Den Haag II     |
| 24.08.1999 | SVV Scheveningen | 4:1      | ADO Den Haag II     |
| 24.08.1999 | VV Sint Bavo     | 1:5      | Excelsior Rotterdam |

| Pl. | Verein                  | Sp. | S | U | N | Tore    | Diff. | Punkte |
| --- | ----------------------- | --- | - | - | - | ------- | ----- | ------ |
| 1.  | Excelsior Rotterdam (D) | 3   | 3 | 0 | 0 | 011:500 | +6    | 09     |
| 2.  | SVV Scheveningen (A)    | 3   | 2 | 0 | 1 | 008:400 | +4    | 06     |
| 3.  | ADO Den Haag II (A)     | 3   | 1 | 0 | 2 | 002:800 | −6    | 03     |
| 4.  | VV Sint Bavo (A)        | 3   | 0 | 0 | 3 | 006:100 | −4    | 0      |

### Gruppe 17
| Datum      |                     | Ergebnis |                     |
| ---------- | ------------------- | -------- | ------------------- |
| 06.08.1999 | AGOVV Apeldoorn     | 2:1      | BV De Graafschap II |
| 06.08.1999 | VV Bennekom         | 0:3      | Go Ahead Eagles     |
| 10.08.1999 | Go Ahead Eagles     | 5:1      | AGOVV Apeldoorn     |
| 10.08.1999 | BV De Graafschap II | 2:1      | VV Bennekom         |
| 17.08.1999 | AGOVV Apeldoorn     | 3:3      | VV Bennekom         |
| 17.08.1999 | Go Ahead Eagles     | 3:1      | BV De Graafschap II |

| Pl. | Verein                  | Sp. | S | U | N | Tore    | Diff. | Punkte |
| --- | ----------------------- | --- | - | - | - | ------- | ----- | ------ |
| 1.  | Go Ahead Eagles (D)     | 3   | 3 | 0 | 0 | 011:200 | +9    | 09     |
| 2.  | AGOVV Apeldoorn (A)     | 3   | 1 | 1 | 1 | 006:900 | −3    | 04     |
| 3.  | BV De Graafschap II (A) | 3   | 1 | 0 | 2 | 004:600 | −2    | 03     |
| 4.  | VV Bennekom (A)         | 3   | 0 | 1 | 2 | 004:800 | −4    | 01     |

### Gruppe 18
| Datum      |               | Ergebnis |               |
| ---------- | ------------- | -------- | ------------- |
| 06.08.1999 | VV Gemert     | 4:2      | Helmond Sport |
| 07.08.1999 | VV DOVO       | 2:2      | VVV-Venlo     |
| 10.08.1999 | VV Gemert     | 3:5      | VV DOVO       |
| 10.08.1999 | VVV-Venlo     | 0:1      | Helmond Sport |
| 17.08.1999 | Helmond Sport | 5:1      | VV DOVO       |
| 17.08.1999 | VVV-Venlo     | 2:2      | VV Gemert     |

| Pl. | Verein            | Sp. | S | U | N | Tore    | Diff. | Punkte |
| --- | ----------------- | --- | - | - | - | ------- | ----- | ------ |
| 1.  | Helmond Sport (D) | 3   | 2 | 0 | 1 | 008:500 | +3    | 06     |
| 2.  | VV Gemert (A)     | 3   | 1 | 1 | 1 | 009:900 | ±0    | 04     |
| 3.  | VV DOVO (A)       | 3   | 1 | 1 | 1 | 008:100 | −2    | 04     |
| 4.  | VVV-Venlo (D)     | 3   | 0 | 2 | 1 | 004:500 | −1    | 02     |

### Gruppe 19
| Datum      |                    | Ergebnis |                    |
| ---------- | ------------------ | -------- | ------------------ |
| 06.08.1999 | Cambuur Leeuwarden | 3:0      | FC Zwolle          |
| 06.08.1999 | VV Flevo Boys      | 1:2      | Achilles 1894      |
| 10.08.1999 | FC Zwolle          | 5:0      | Achilles 1894      |
| 10.08.1999 | VV Flevo Boys      | 1:4      | Cambuur Leeuwarden |
| 19.08.1999 | FC Zwolle          | 6:0      | VV Flevo Boys      |
| 19.08.1999 | Cambuur Leeuwarden | 1:1      | Achilles 1894      |

| Pl. | Verein                 | Sp. | S | U | N | Tore    | Diff. | Punkte |
| --- | ---------------------- | --- | - | - | - | ------- | ----- | ------ |
| 1.  | Cambuur Leeuwarden (E) | 3   | 2 | 1 | 0 | 008:200 | +6    | 07     |
| 2.  | FC Zwolle (D)          | 3   | 2 | 0 | 1 | 011:300 | +8    | 06     |
| 3.  | Achilles 1894 (A)      | 3   | 1 | 1 | 1 | 003:700 | −4    | 04     |
| 4.  | VV Flevo Boys (A)      | 3   | 0 | 0 | 3 | 002:120 | −10   | 0      |

### Gruppe 20
| Datum      |                    | Ergebnis |                    |
| ---------- | ------------------ | -------- | ------------------ |
| 10.08.1999 | Sporting Flevoland | 1:7      | FC Twente Enschede |
| 17.08.1999 | Sporting Flevoland | 1:8      | SV Urk             |
| 24.08.1999 | SV Urk             | 0:9      | FC Twente Enschede |

| Pl. | Verein                 | Sp. | S | U | N | Tore    | Diff. | Punkte |
| --- | ---------------------- | --- | - | - | - | ------- | ----- | ------ |
| 1.  | FC Twente Enschede (E) | 2   | 2 | 0 | 0 | 016:100 | +15   | 06     |
| 2.  | SV Urk (A)             | 2   | 1 | 0 | 1 | 008:100 | −2    | 03     |
| 3.  | Sporting Flevoland (A) | 2   | 0 | 0 | 2 | 002:150 | −13   | 0      |

## K.-o.-Runde

### 2. Runde
Der SC Heerenveen, der sich in der vergangenen Saison für den UEFA Intertoto Cup 1999 qualifizierte, stieg in dieser Runde ein. Ab dieser Runde wurde das Golden Goal in der Verlängerung angewandt.
| Datum      |                         | Ergebnis |                         |
| ---------- | ----------------------- | -------- | ----------------------- |
| 22.09.1999 | VV Eijsden (A)          | 1:8      | Helmond Sport (D)       |
| 22.09.1999 | Go Ahead Eagles (D)     | 3:1      | SVV Scheveningen (A)    |
| 22.09.1999 | Heracles Almelo (D)     | 3:0      | FC Volendam (D)         |
| 22.09.1999 | FC Utrecht (E)          | 2:0      | FC Den Bosch (E)        |
| 23.09.1999 | ADO Den Haag (D)        | 3:0      | AFC '34 Alkmaar (A)     |
| 23.09.1999 | Cambuur Leeuwarden (E)  | 0:1      | FC Zwolle (D)           |
| 23.09.1999 | FC Dordrecht '90 (D)    | 5:0      | FC Groningen (E)        |
| 23.09.1999 | SBV Eindhoven (D)       | 2:1      | NAC Breda (D)           |
| 23.09.1999 | Excelsior Rotterdam (D) | 2:1      | BVO Emmen (D)           |
| 23.09.1999 | HFC Haarlem (D)         | 3:1      | AGOVV Apeldoorn (A)     |
| 23.09.1999 | HSV Hoek (A)            | 0:4      | AZ Alkmaar (E)          |
| 23.09.1999 | MVV Maastricht (E)      | 2:3 n.GG | VV Baronie (A)          |
| 23.09.1999 | NEC Nijmegen (E)        | 3:0      | SV Spakenburg (A)       |
| 23.09.1999 | Quick '20 Oldenzaal (A) | 1:2      | RBC Roosendaal (D)      |
| 23.09.1999 | RKC Waalwijk (E)        | 2:0      | SC Telstar 1963 (D)     |
| 23.09.1999 | BV Veendam (D)          | 3:0      | Sparta Rotterdam (E)    |
| 05.10.1999 | Be Quick '28 (A)        | 2:0      | Excelsior Maassluis (A) |
| 05.10.1999 | Fortuna Sittard (E)     | 2:0      | VV Noordwijk (A)        |
| 05.10.1999 | SC Heerenveen (E)       | 2:0      | BV De Graafschap (E)    |
| 06.10.1999 | FC Twente Enschede (E)  | 2:1 n.GG | VV Gemert (A)           |

### 3. Runde
| Datum      |                         | Ergebnis |                        |
| ---------- | ----------------------- | -------- | ---------------------- |
| 28.10.1999 | ADO Den Haag (D)        | 1:3      | FC Utrecht (E)         |
| 28.10.1999 | AZ Alkmaar (E)          | 2:0      | Heracles Almelo (D)    |
| 28.10.1999 | FC Dordrecht '90 (D)    | 2:1 n.GG | HFC Haarlem (D)        |
| 28.10.1999 | SBV Eindhoven (D)       | 4:2      | FC Zwolle (D)          |
| 28.10.1999 | Excelsior Rotterdam (D) | 3:2      | Fortuna Sittard (E)    |
| 28.10.1999 | Go Ahead Eagles (D)     | 2:1      | VV Baronie (A)         |
| 28.10.1999 | Helmond Sport (D)       | 12:10    | Be Quick '28 (A)       |
| 28.10.1999 | RBC Roosendaal (D)      | 2:0      | BV Veendam (D)         |
| 30.10.1999 | SC Heerenveen (E)       | 1:2      | NEC Nijmegen (E)       |
| 30.10.1999 | RKC Waalwijk (E)        | 2:0      | FC Twente Enschede (E) |

### Achtelfinale
Die sechs Klubs der Eredivisie 1998/99, die im Europapokal spielten (Feyenoord, Willem II, PSV, Vitesse, Roda JC, Ajax), stiegen in dieser Runde ein.
| Datum      |                         | Ergebnis |                         |
| ---------- | ----------------------- | -------- | ----------------------- |
| 27.01.2000 | RKC Waalwijk (E)        | 2:0      | SBV Eindhoven (D)       |
| 28.01.2000 | FC Dordrecht '90 (D)    | 1:0      | RBC Roosendaal (D)      |
| 28.01.2000 | Helmond Sport (D)       | 1:2      | Willem II Tilburg (E)   |
| 28.01.2000 | NEC Nijmegen (E)        | 1:0      | Excelsior Rotterdam (D) |
| 28.01.2000 | Roda JC Kerkrade (E)    | 1:0      | Ajax Amsterdam (E)      |
| 29.01.2000 | PSV Eindhoven (E)       | 0:2      | Vitesse Arnheim (E)     |
| 30.01.2000 | Feyenoord Rotterdam (E) | 1:3      | AZ Alkmaar (E)          |
| 30.01.2000 | FC Utrecht (E)          | 5:3      | Go Ahead Eagles (D)     |

### Viertelfinale
| Datum      |                       | Ergebnis |                      |
| ---------- | --------------------- | -------- | -------------------- |
| 16.02.2000 | NEC Nijmegen (E)      | 2:0      | FC Dordrecht '90 (D) |
| 16.02.2000 | RKC Waalwijk (E)      | 0:1      | Vitesse Arnheim (E)  |
| 16.02.2000 | FC Utrecht (E)        | 0:1      | Roda JC Kerkrade (E) |
| 16.02.2000 | Willem II Tilburg (E) | 1:2 n.GG | AZ Alkmaar (E)       |

### Halbfinale
| Datum      |                     | Ergebnis              |                      |
| ---------- | ------------------- | --------------------- | -------------------- |
| 11.04.2000 | AZ Alkmaar (E)      | 1:1 n. V. (1:4 i. E.) | NEC Nijmegen (E)     |
| 12.04.2000 | Vitesse Arnheim (E) | 0:1 n.GG              | Roda JC Kerkrade (E) |

### Finale
| NEC Nijmegen                        | NEC Nijmegen | Roda JC Kerkrade | Roda JC Kerkrade |
| ----------------------------------- | --- | --- | ---------------- |
| NEC Nijmegen                        | \| 21. Mai 2000 in Rotterdam (De Kuip) \| \| Ergebnis: 0:2 (0:1) \| \| Zuschauer: 40.000 \| \| Schiedsrichter: Roelof Luinge \| \| Spielbericht \|                                                                     | \| 21. Mai 2000 in Rotterdam (De Kuip) \| \| Ergebnis: 0:2 (0:1) \| \| Zuschauer: 40.000 \| \| Schiedsrichter: Roelof Luinge \| \| Spielbericht \| | Roda JC Kerkrade |
| NEC Nijmegen                        | Bas Roorda – Pieter Collen, Patrick Pothuizen , Danny Hesp, Hennie de Romijn – Marchanno Schultz (77. Arno Arts), Marcel Koning, Anton Janssen – Bart Latuheru, Jack de Gier, Maikel Renfurm Cheftrainer: Ron de Groot | Željko Kalac – Ger Senden, Joos Valgaeren, Mark Luijpers, Ramon van Haaren – Bernard Tchoutang (86. Arno Doomernik), Eric van der Luer , Regilio Vrede, Garba Lawal (78. Kevin van Dessel) – Bob Peeters (70. Tom Soetaers), Peter Van Houdt Cheftrainer: Sef Vergoossen | Roda JC Kerkrade |
| NEC Nijmegen                        | 0:1 Bob Peeters (18.) 0:2 Eric van der Luer (89., Foulelfmeter) | | Roda JC Kerkrade |
| NEC Nijmegen                        | Bas Roorda, Patrick Pothuizen | Regilio Vrede | Roda JC Kerkrade |
| 21. Mai 2000 in Rotterdam (De Kuip) | | |                  |
| Ergebnis: 0:2 (0:1)                 | | |                  |
| Zuschauer: 40.000                   | | |                  |
| Schiedsrichter: Roelof Luinge       | | |                  |
| Spielbericht                        | | |                  |